# Atlet
Atlet est une entreprise suédoise d'engins de manutention et chariots élévateurs.
L'histoire d'Atlet commença en 1958 lorsque Knut Jacobsson créa sa société dans un appartement de 2 pièces à Korsgatan, au centre de Göteborg. Cette petite société grossit régulièrement pendant les années suivantes, jusqu'en 1964 où Elitmaskiner (tel était le nom de la société à l'origine), emménagea dans des locaux plus appropriés à la production à Kallered, au sud de Göteborg.
Une expansion continue impliqua un second déménagement 8 ans plus tard, cette fois dans des locaux flambant neufs à Mölnlycke avec d'excellentes possibilités d'extension pour le futur. C'est également à cette époque que la société fut renommée ATLET.
Aujourd'hui, la société emploie plus de 1000 personnes, étend ses activités sur plus de 30 pays dans le monde avec un chiffre d'affaires de 185 millions d'euros.
Pendant ses premières années d'exercice Atlet fabriqua des transpalettes manuels dont les  premiers modèles furent livrés à l'automne 1958. Une trentaine d'autres furent livrés en 1959, et l'année suivante, la production fut doublée pour atteindre 60 machines.
À cette époque, les gerbeurs accompagnant et les chariots à mats rétractables dominaient le marché, mais Knut Jacobsson était déterminé à apporter quelque chose de nouveau à ce secteur. Le résultat de cette volonté fut le gerbeur porté debout qui offrait des capacités de levage comparables à celles du chariot à mât rétractable mais pouvait évoluer dans des allées plus étroites, ceci grâce à ses stabilisateurs latéraux brevetés.
C'est à ce stade précieux que Knut prit conscience des opportunités qui pouvait s'ouvrir sur les marchés étrangers et par conséquent, il commença à exporter ses produits. Un premier chariot fut vendu à l'export en Norvège en 1962 et aux Pays-Bas deux ans plus tard. La croissance des marchés étrangers amena Atlet à installer sa première filiale en Angleterre en 1969, en Allemagne en 1976 puis en France 1986. Aujourd'hui Atlet a également des filiales au Benelux, en Norvège, au Danemark et aux États-Unis.
En septembre 2007, n'ayant pas de repreneur naturel, Monsieur Jacobsson a cédé Atlet au groupe Nissan, pour qui Atlet fabriquait depuis plusieurs années déjà la gamme magasinage. Ceci permet à Atlet, non seulement de renforcer sa gamme de produits sous la marque Atlet, mais également de distribuer ceux-ci sur d'autres marchés.